# Krautwiller
Krautwiller é uma comuna francesa na região administrativa de Grande Leste, no departamento Baixo Reno. Estende-se por uma área de 1,48 km². Em 2010 a comuna tinha 254 habitantes (densidade: 171,6 hab./km²).